# Didymoplexiopsis khiriwongensis
Didymoplexiopsis khiriwongensis är en orkidéart som beskrevs av Gunnar Seidenfaden. Didymoplexiopsis khiriwongensis ingår i släktet Didymoplexiopsis och familjen orkidéer. Inga underarter finns listade i Catalogue of Life.